# Gymnangium indivisum
Gymnangium indivisum is een hydroïdpoliep uit de familie Aglaopheniidae. De poliep komt uit het geslacht Gymnangium. Gymnangium indivisum werd in 1936 voor het eerst wetenschappelijk beschreven door Fraser. 